# Concreció

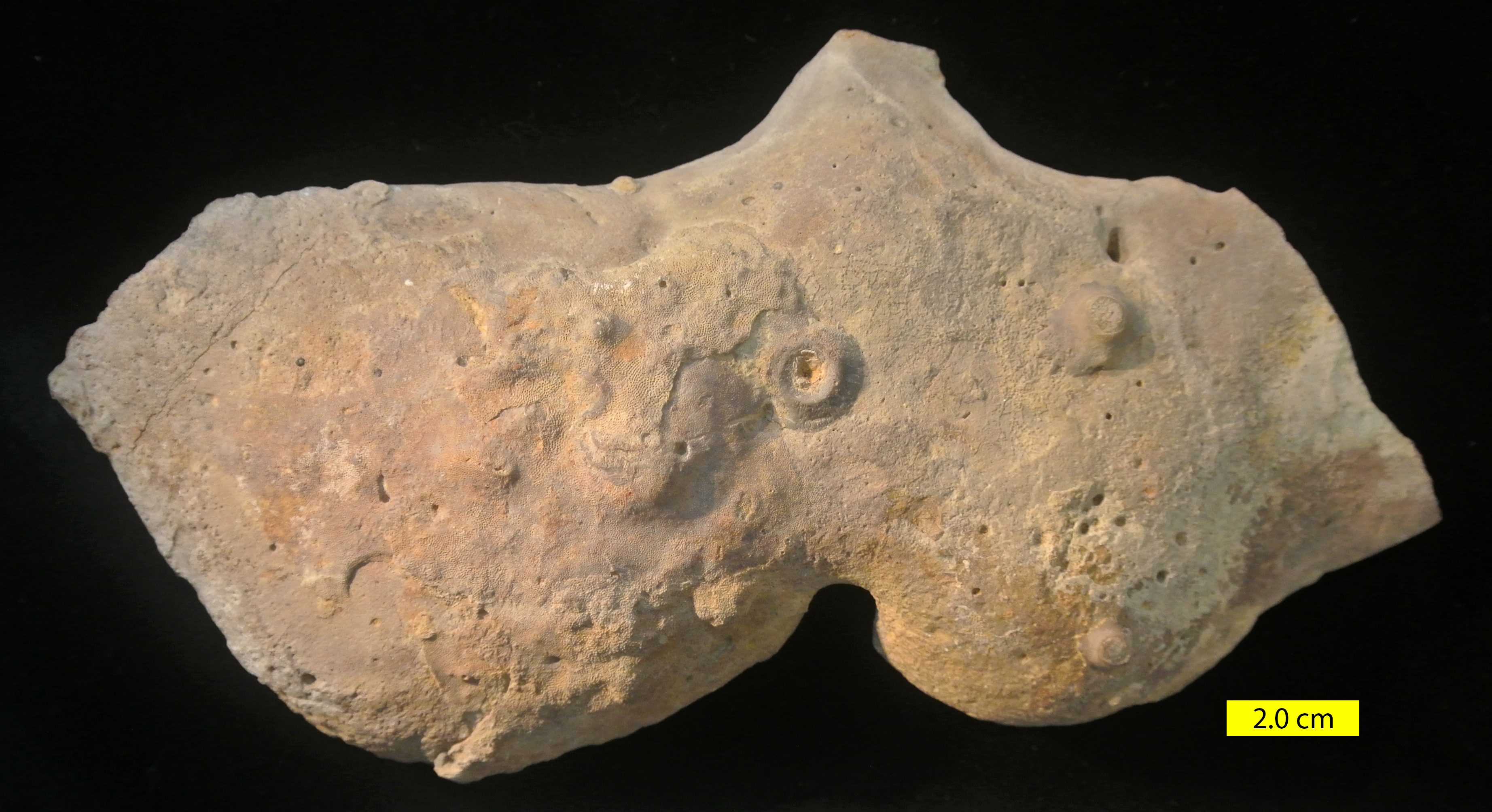
Concreció

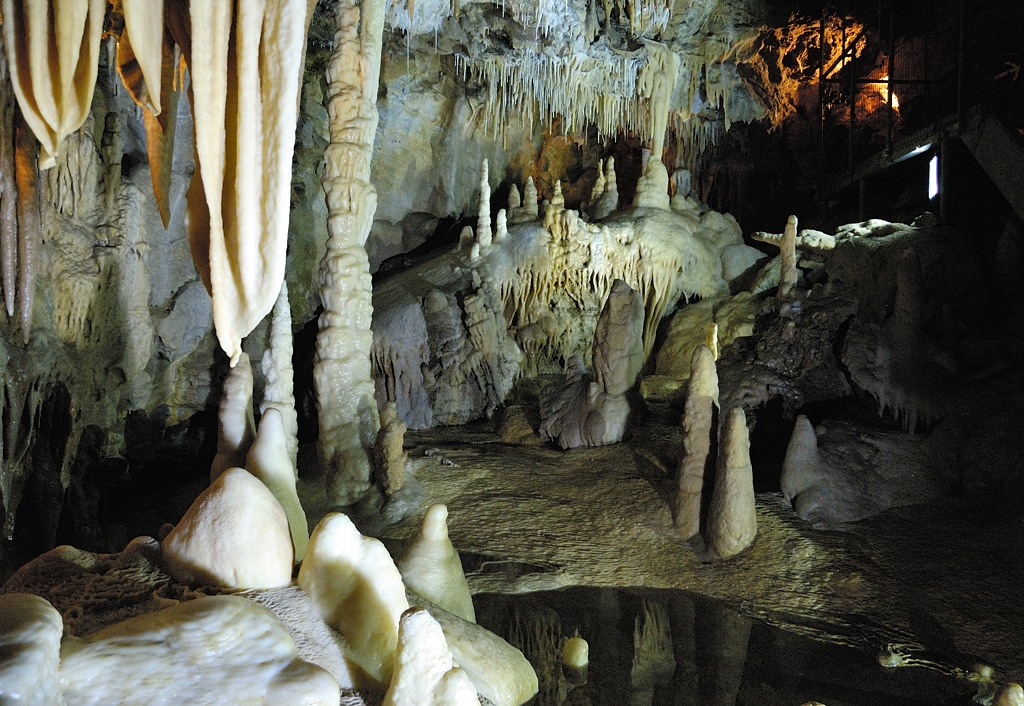
Cova de les Canaletes, Vilafranca de Conflent

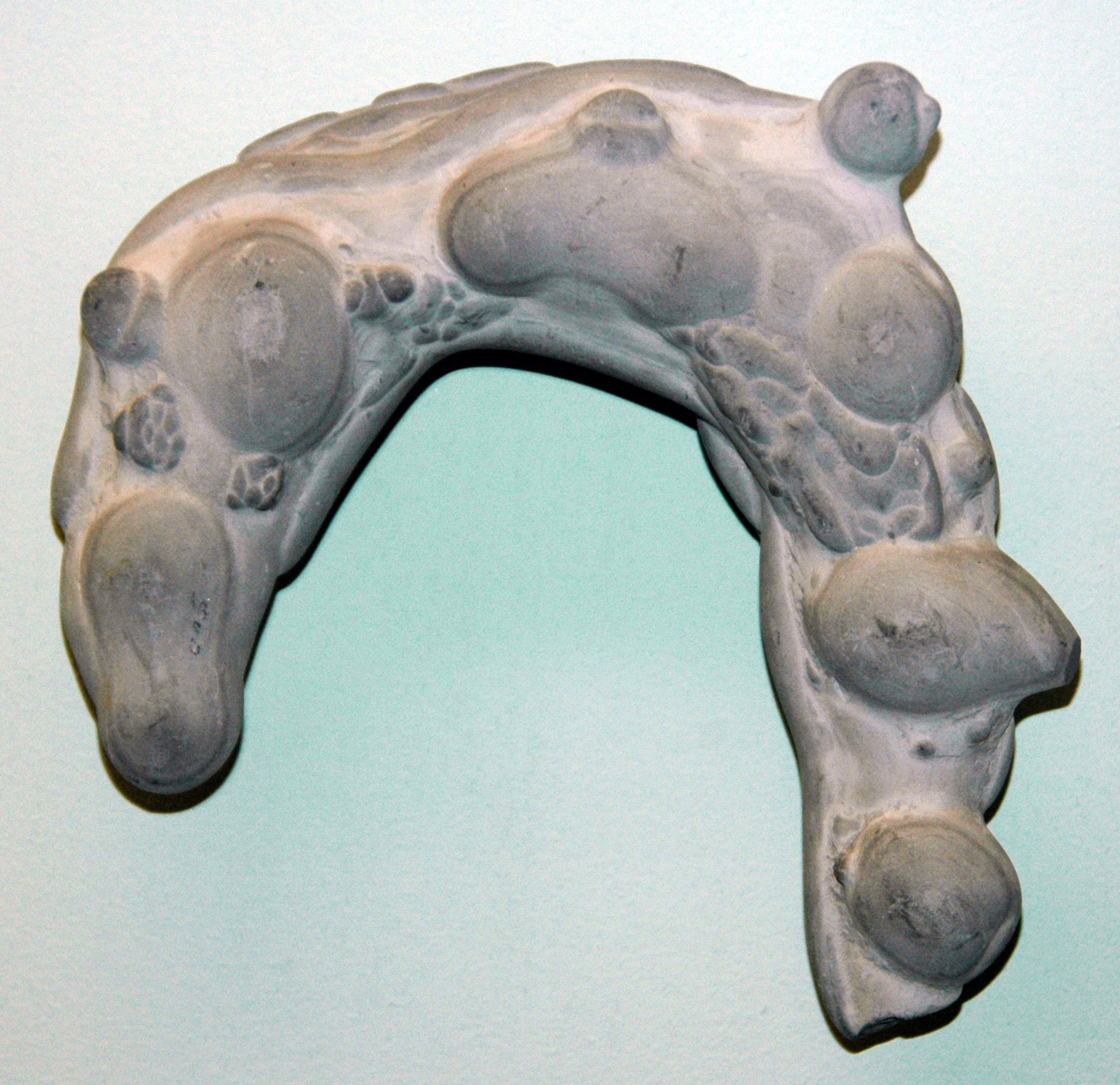
Concreció margosa (post-deposicional) procedent de Sault Ste. Marie, península de Michigan, EUA (Museu d'Història Natural de Chicago, Illinois)

Una concreció és una acumulació seguida d'enduriment de substàncies transportades en dissolució per l'aigua i després abandonades en el si d'una roca. Les concrecions calcàries sobretot estan constituïdes per la calcita o l'aragonita, que són les dues formes cristal·lines que pot adoptar el carbonat de calci. Els seus exemples més comuns són les estalactites i estalagmites de les cavitats càrstiques.
L'aigua saturada de calci que brolla de les fonts d'aigua dura forma una capa calcària en la superfície dels objectes que mulla durant un temps prou prolongat. Els nuclis de sílex que es formen en el si de la creta no són sinó concrecions de sílice. També hi ha grànuls i nòduls de distints compostos de ferro, fòsfor, etc. En certes parts el fons dels oceans es troba esguitat de nòduls polimetàl·lics, particularment rics en manganès
Les concrecions són minerals formats amb per capes superposades sobre una superfície i són d’origen bioquímic (concreció algal) o bé químic (concreció ferruginosa, o calcària formant espeleotemes als avencs i cavernes). Petrològica i sedimentariament, són nòduls que presenten una concentració localitzada diferenciada del sòl, amb color, duresa i mides i formes molt diverses en contrast amb el material de l'entorn.

## Formació
Les concrecions es produeixen a partir de la diagènesi de les roques sedimentàries en ambients marins i continentals. La formació s'origina amb la cimentació al voltant del nucli de qualsevol partícula mineral o de les restes paleontològiques. S'originen tant en ambients superficials com profunds on hi ha unes condicions geoquímiques particulars.
Les concrecions es formen per la cimentació generalitzada d'un volum de sediment regular i constant, o bé pel creixement concèntric cap a l'exterior mitjançant l'addició successiva de noves capes de ciment que es van conformant i diferenciant del seu entorn litològic.
Els científics han conclòs en quatre hipòtesis de formació 
- per compactació dels sediments després d'un enterrament ràpid
- per descomposició progressiva de la matèria orgànica
- per dessecació
- per moviments sísmics[5]

Els horitzons o capes que embolcallen les concrecions, revelen informació sobre els intervals de temps i esdeveniments del registre sedimentari.
Les concrecions que presenten esquerdes en el seu interior s'anomenen septàries i el seu origen i formació encara està en discussió.
Alguns tipus de concrecions diagenètiques han atret l'atenció dels geòlegs perquè representen espais interns resistents a la compactació i contenen i preserven el pòsit sedimentari, l'activitat bioturbacional, i els fòssils conservats en les tres dimensions.

## Tipus de concrecions

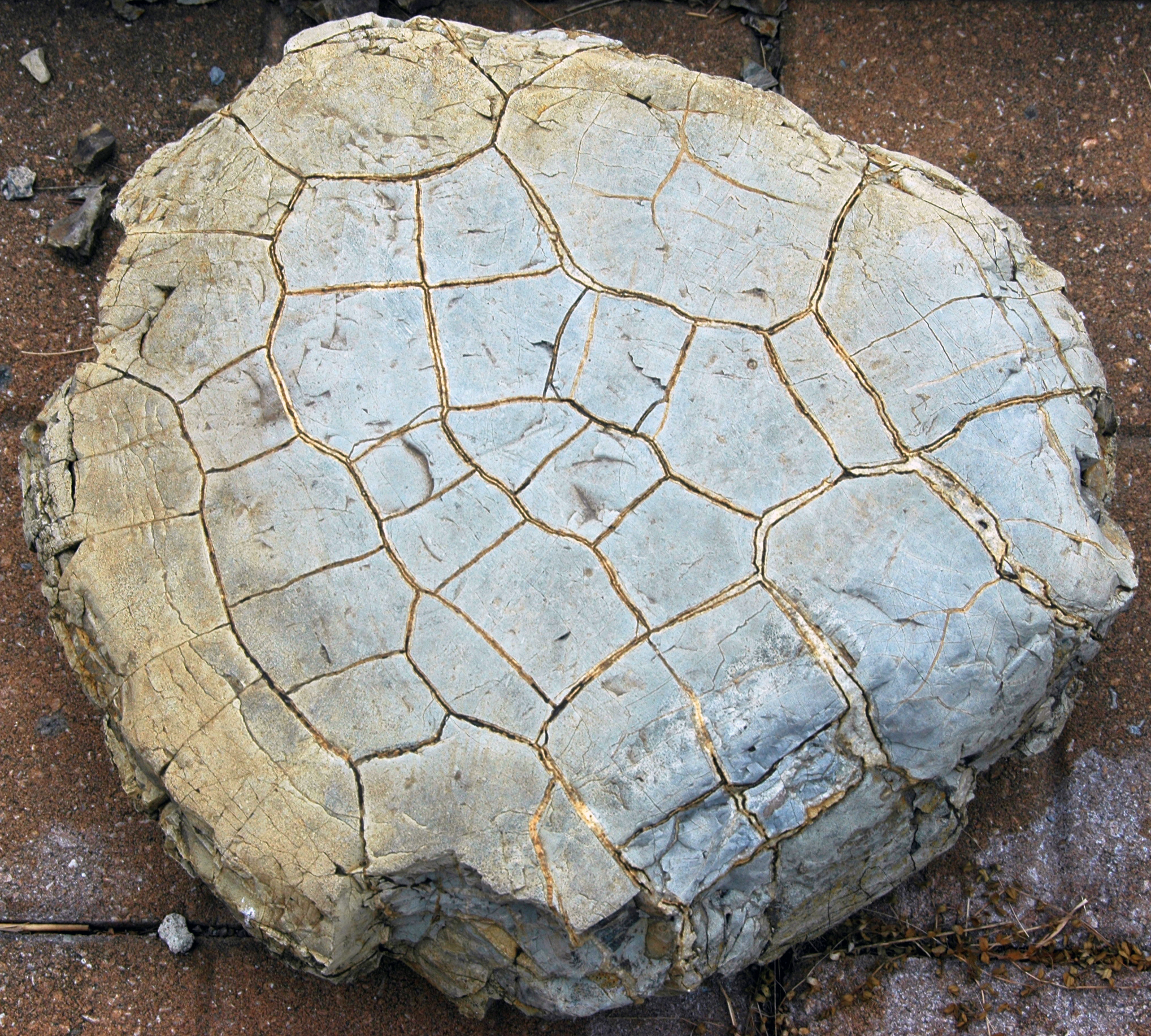
Concreció septària, Cretaci Superior, procedent de Great Plains, EUA

### Concrecions septàries
Les concrecions septàries (o nòduls septàris) són concrecions riques en carbonats que contenen cavitats o esquerdes angulars (del llatí septum: "partició), fent referència a les esquerdes o cavitats que separen blocs poligonals de material endurit.

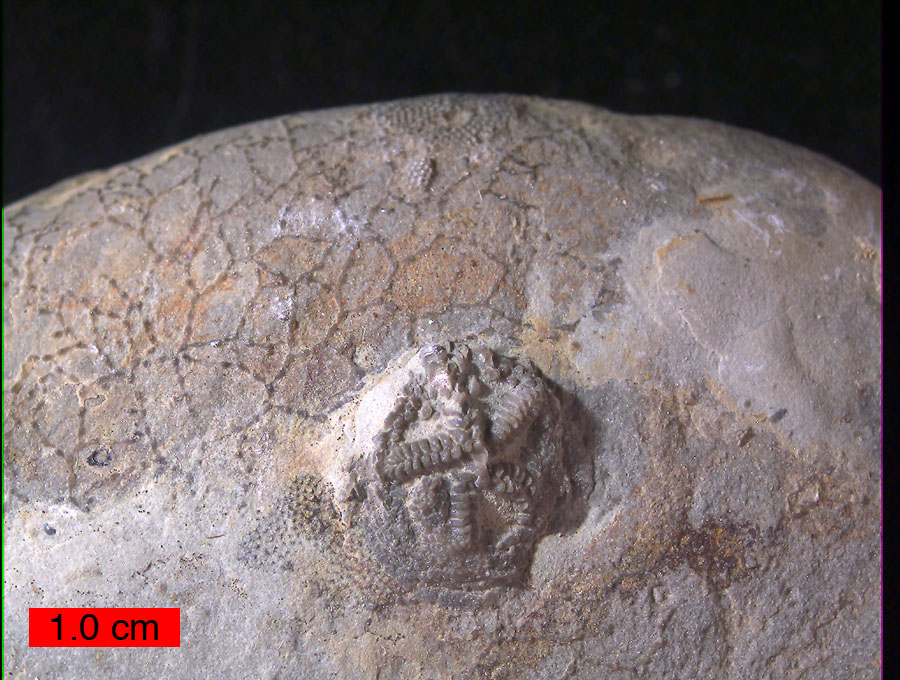
Concreció de hiat incrustada per briozous i un edrioasteroide; Formació Kope (Ordovicià Superior), al nord de Kentucky. EUA.

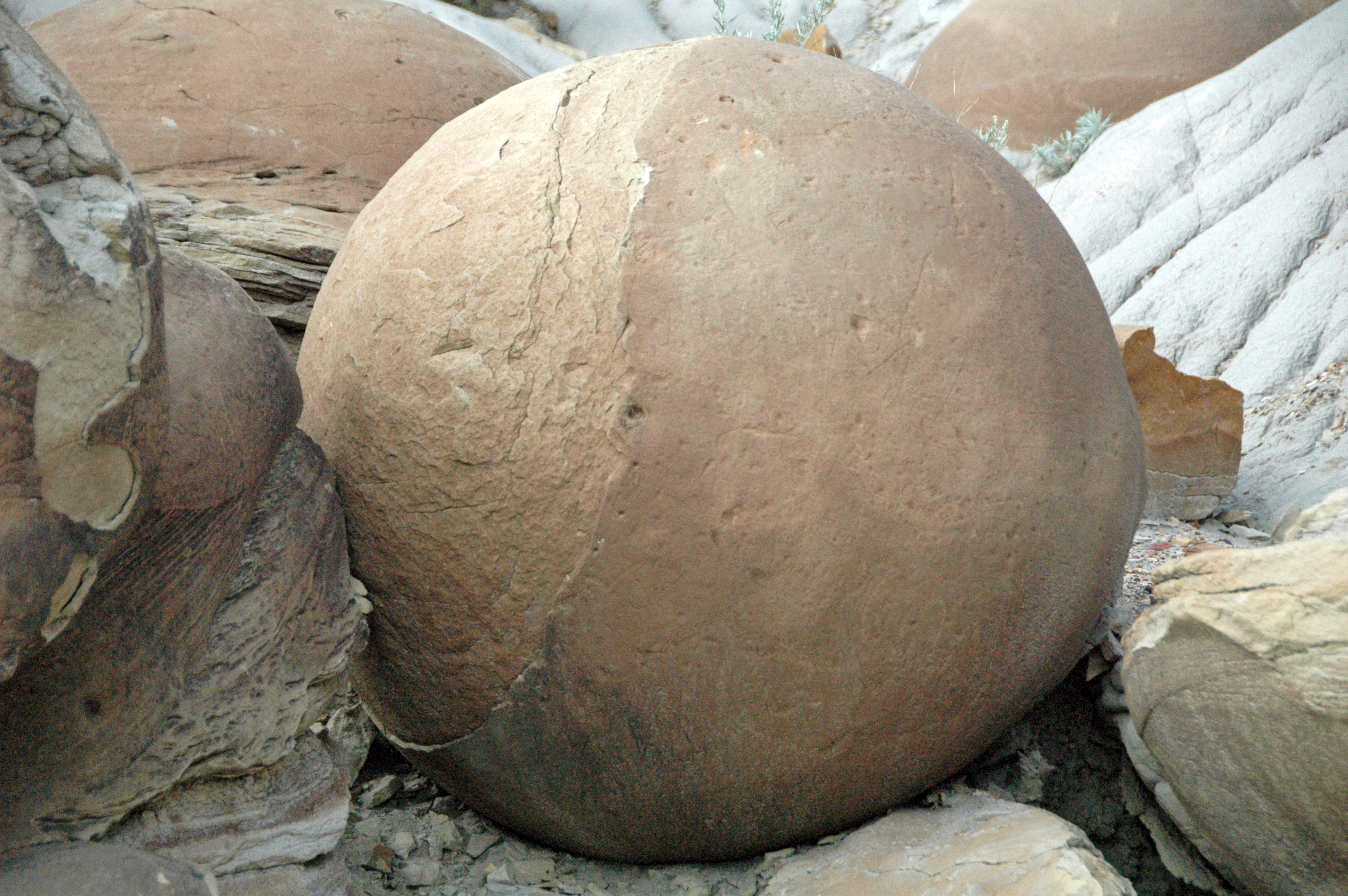
Concreció en bola (Cannonball concretion) a la formació geològica Sentinel Butte, Paleocè Superior a Little Missouri Badlands, Dakota del Nord, EUA

### Concrecions en bola
Les concrecions en forma de bola (o de bala de canó) són grans concrecions esfèriques que poden atenyer els 3 m de diàmetre.

### Concrecions d'hiat (Hiatus)
Concrecions amb incrustacions de briozous i edrioasteroides. Les concrecions d'hiat es distingeixen per la seva història estratigràfica de desenterrament-exposició-reenterrament. Es troben on l'erosió submarina ha concentrat les primeres concrecions diagenètiques i s'ha produït posteriorment un rentat dels sediments de gra fi circumdants. El terme "concrecions de hiatus" va ser introduït per Ehrhard Voigt, especialista en briozous, l'any 1968 (Hiatus-Konkretionen). Les concrecions d'hiat són productes diagenètics que es formaren dins del sediment hoste. la seva composició és molt semblants a la d'altres concrecions trobades en jaciments siliciclàstics de diferents períodes geològics on també hi abunden els fòssils.

### Concrecions allargades
Les concrecions allargades es formen paral·leles als estrats sedimentaris i s'han estudiat a causa de la seva forma producte de la direcció del flux d'aigua subterrània en zones freàtiques saturades.

### Marbres Moqui

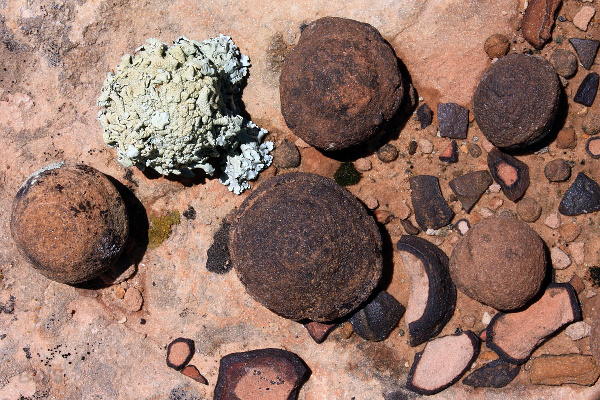
Marbres Moqui procedents de Grand Staircase-Escalante National Monument, Utah, EUA

Són petites concrecions d'hematites i de goethita, de la roca arenisca. Els marbres Moqui són concrecions d'òxid de ferro.

### Pedres crispeta
Són concrecions de sulfur de ferro (pirita i marcassita, i en alguns casos jarosita). Normalment s'associen amb capes primes de cendra volcànica alterada, anomenada bentonita, que es produeix dins dels guixos.

### Pedres d'argila
Concrecions en forma de disc compostes de carbonat de calci sovint erosionades per l'exposició del llim. Es troben en dipòsits de llacs glacials.

### Gogottes i ninots

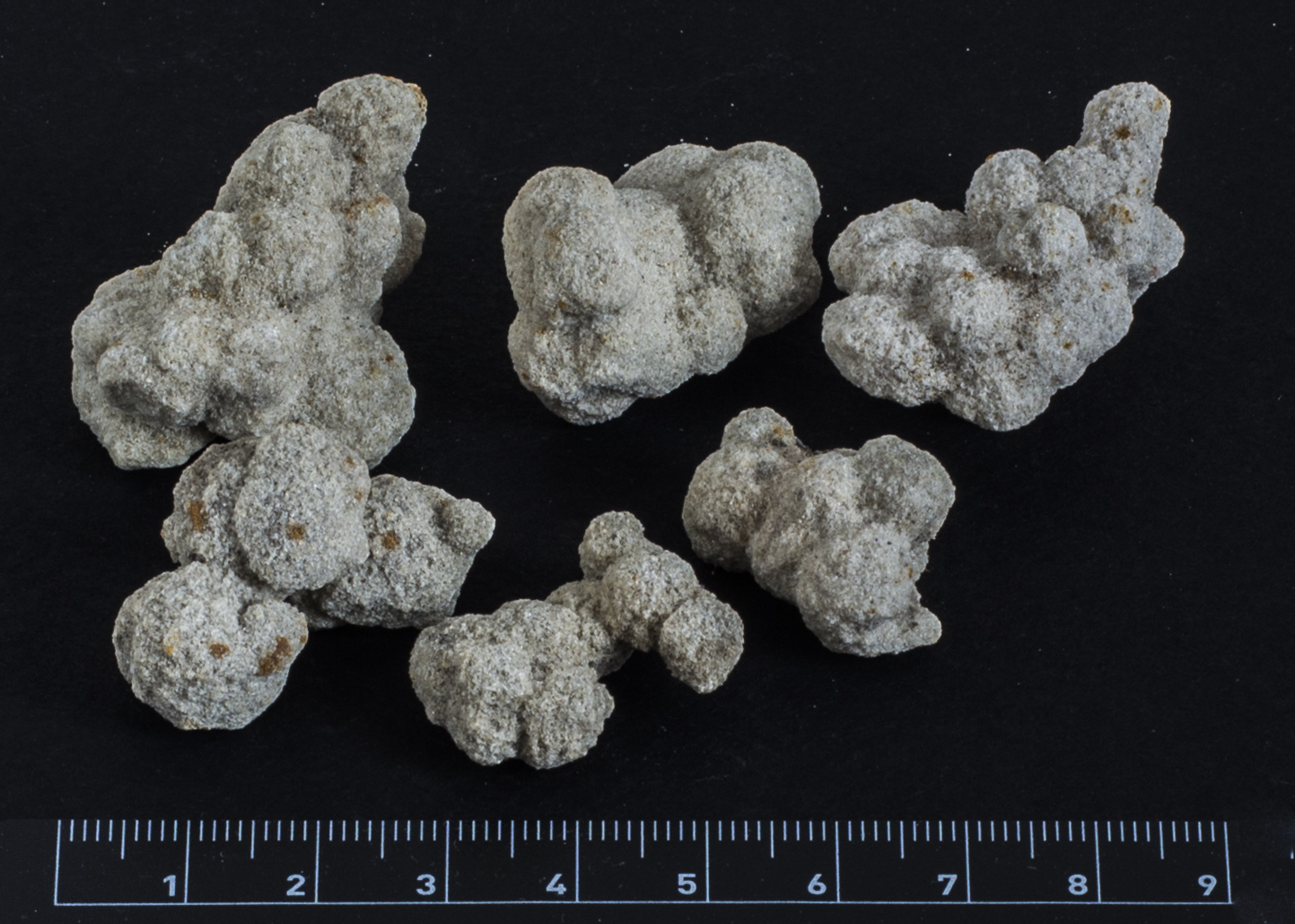
Gogottes, concrecions de gres trobades en la sorra silícica del bosc de Fontainebleau, França

Les gogottes són concrecions de gres que es troben en sediments envellits de l'Oligocè (~ 30 milions d'anys) Tenen formes arrodonides i voluptuoses. Són compostres de grans de sorra cimentats per diòxid de silici dipositat per la circulació d'aigua en un ambient o capa sedimentària.
Altres concrecions semblants en la forma externa es troben en margues, guixos i esquists. El nòdul és de menilita, mineral que sovint es considera una varietat d'òpal, però són nòduls de sílex que no es van recrista·litzar en quars. Les menilites són molt abundants a la penínsulas Ibèrica i es troben en jaciments embolcallades en terra de diatomees. Els nòduls són d'òpal massís de color marró caramel fins a gris clar, dins el qual apareixen inclusions de distomees. A Catalunya hi ha el jaciment del Camp dels Ninots on, a més d'importants restes paleontològiques, s'hi troben aquests tipus de concrecions que popularment s'anomenen "ninots".

## Composició
Les les concrecions en gresos o esquists es formen habitualment d'un mineral carbonatat com la calcita. Els de les pedres calcàries són normalment una forma amorfa o microcristal·lina de sílice com ara sílex o jaspi. Els dels l'esquists negres pot estar compost de pirita.
Altres minerals que formen concrecions inclouen òxids o hidròxids de ferro com la goethita i l'hematita, dolomita, siderita, ankerita, marcassita, barita i guix.
En la majoria de les concrecions hi ha un mineral que hi domina, però altres minerals sovint hi són presents per causa de les condicions ambientals en que es van originar, com en les concrecions carbonatades, que es formen per la reducció dels sulfats produïda pels bacteris. Altres concrecions, que es van formar per la reducció microbiana dels sulfats, contenen calcita, barita i pirita.

## Història
Les primeres descripcions de les concrecions daten del segle XVIII i han despertat la curiositat dels geòlegs. Per la seva varietat de formes, mides i composicions s'han considerat sovint erròniament com a ous de dinosaure, fòssils animals i vegetals (pseudofòssils), restes de vida extraterrestre o fins i tot productes o artefactes fabricats per l'home.